# Recettore dell'insulina
Il recettore dell'insulina è un recettore transmembrana appartenente alla famiglia dei recettori tirosin-chinasici ed è attivato dall'insulina. Tale recettore è espresso nei tessuti caratteristici della risposta insulinica, cioè nel fegato, nel muscolo striato e nel tessuto adiposo.

## Struttura
L'IRS è costituito da due subunità α extracellulari bersaglio dell'insulina legate con ponti disolfuro a due subunità 2 β intracellulari le quali hanno attività tirosino-chinasica.

## Funzionamento
Il legame dell'insulina determina l'avvicinamento delle due subunità β e ne permette l'autofosforilazione. Il recettore attivato può a sua volta aggiungere gruppi fosfati su determinate tirosine di specifici substrati che a loro volta possono attivarne altri e permettere così la propagazione del segnale con un effetto a cascata.
Uno dei primi elementi che viene attivato è la proteina IRS-1 (Insuline Receptor Substrate) la quale attiva a sua volta l'enzima fosfoinositide 3 chinasi o PI3-K che attiva la via Akt\mTOR. Tale via metabolica innesca meccanismi di sopravvivenza, di resistenza all'apoptosi e permette la proliferazione della cellula.
Ma l'effetto più evidente innescato dalla PI3-K è la fusione delle vescicole citoplasmatiche contenenti GLUT-4 con la membrana plasmatica, permettendo così alla cellula di assorbire più efficacemente il glucosio extracellulare.

## Effetti
(Vedi insulina)